# Keminmaa hembygdsmuseum

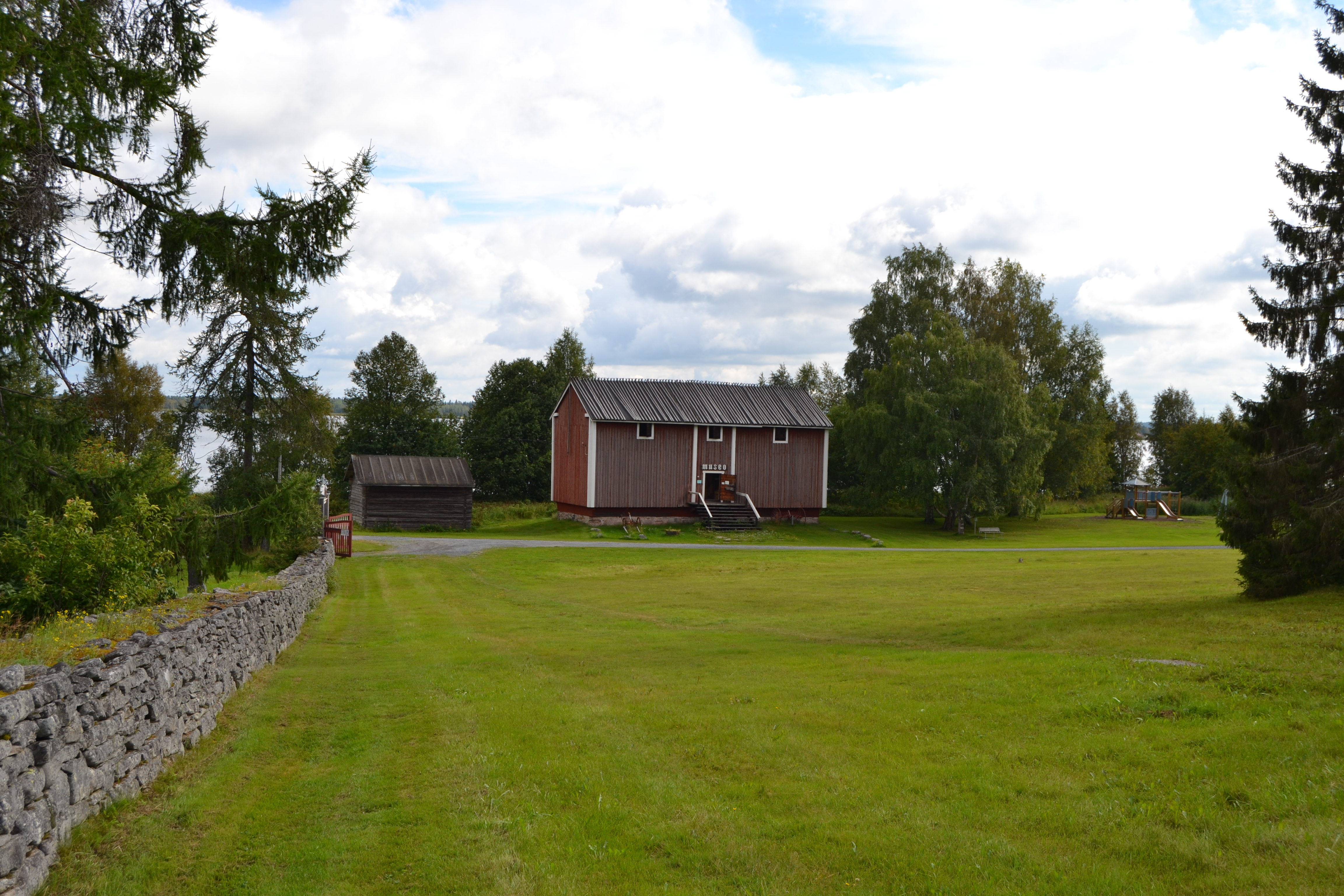
Keminmaa hembygdsmuseum i augusti 2020.

Keminmaa hembygdsmuseum ligger vid Kemi älv bredvid Keminmaa församlings gamla stenkyrka, St Mikaels kyrka, i Finland. Byggnaden uppfördes 1849 som ett lånekornmagasin för Kemi socken. Det renoverades som museum 1961.
Museet ställer ut ortens historia och traditionella näringar samt den gamla flodfisketraditionen i Kemi älven. Museet ägs och drivs av Keminmaa-seura rf. 